# Philippa Lowthorpe

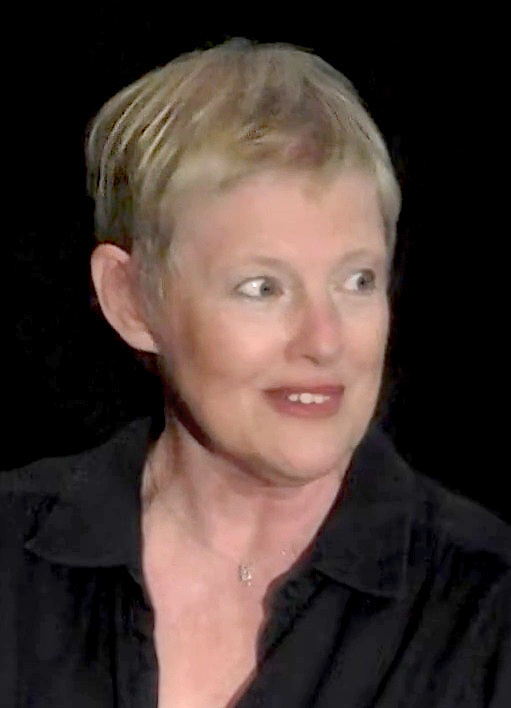
Philippa Lowthorpe, 2016

Philippa Lowthorpe (* 27. Dezember 1961 in Doncaster) ist eine britische Filmregisseurin und Drehbuchautorin.

## Leben
Philippa Lowthorpe studierte Klassische Altertumswissenschaft am St Hilda’s College der University of Oxford. Nach dieser Zeit kam sie zur BBC nach Bristol und wurde Regisseurin für Dokumentarfilme. 1997 erschien mit Eight Hours from Paris ihr erster Fernsehfilm für die BBC.
Für die Serie Call the Midwife wurde sie 2013 mit dem British Academy Television Award für die beste Regie ausgezeichnet sowie 2018 für Three Girls als beste Mini-Serie.

## Filmografie (Auswahl)
- 1997: Eight Hours from Paris (+ Drehbuch)
- 2003: The Other Boleyn Girl (+ Drehbuch)
- 2007: Sex, the City and Me (+ Drehbuch)
- 2010: Five Daughters
- 2012–2013: Call the Midwife – Ruf des Lebens (Call the Midwife, Fernsehserie, 5 Folgen)
- 2016: Swallows and Amazons
- 2017: Three Girls – Warum glaubt uns niemand? (Three Girls, Miniserie, 3 Folgen)
- 2017: The Crown (Fernsehserie, 2 Folgen)
- 2020: Die Misswahl – Der Beginn einer Revolution (Misbehaviour)
- 2020: The Third Day (Miniserie, 3 Folgen)